# Catálogo Monumental de Navarra

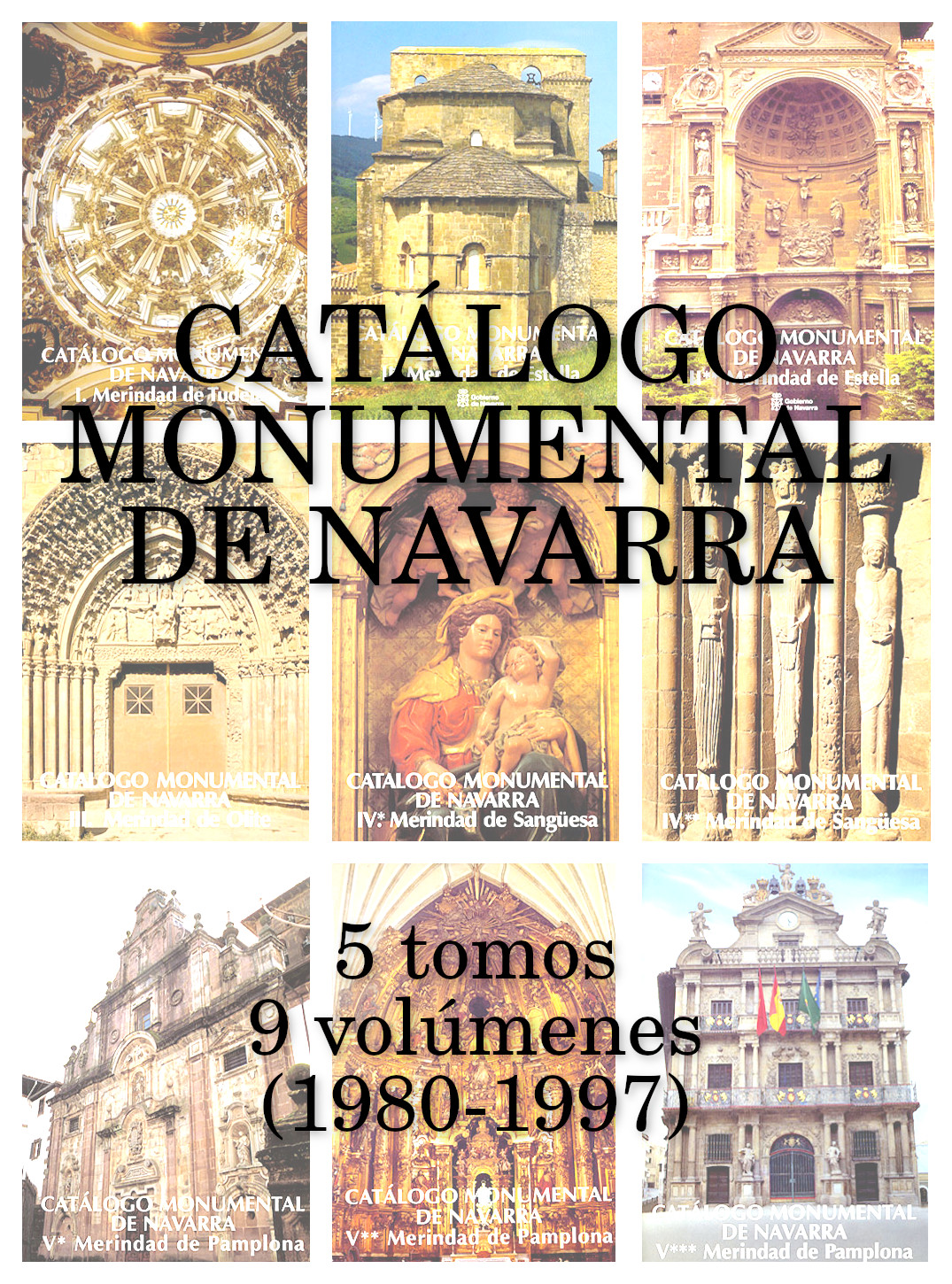
Catálogo Monumental de Navarra (portadas)

El Catálogo Monumental de Navarra es una extensa obra publicada por la Institución Príncipe de Viana del Gobierno de Navarra entre 1980 y 1997 que «comprende entre sus páginas la totalidad del patrimonio monumental y artístico» de Navarra y en cuya elaboración participaron además la Universidad de Navarra y la Archidiócesis de Pamplona y Tudela. La obra está compuesta de cinco tomos, divididos en nueve volúmenes, donde cada volumen se ocupa de una de las cinco merindades de Navarra.

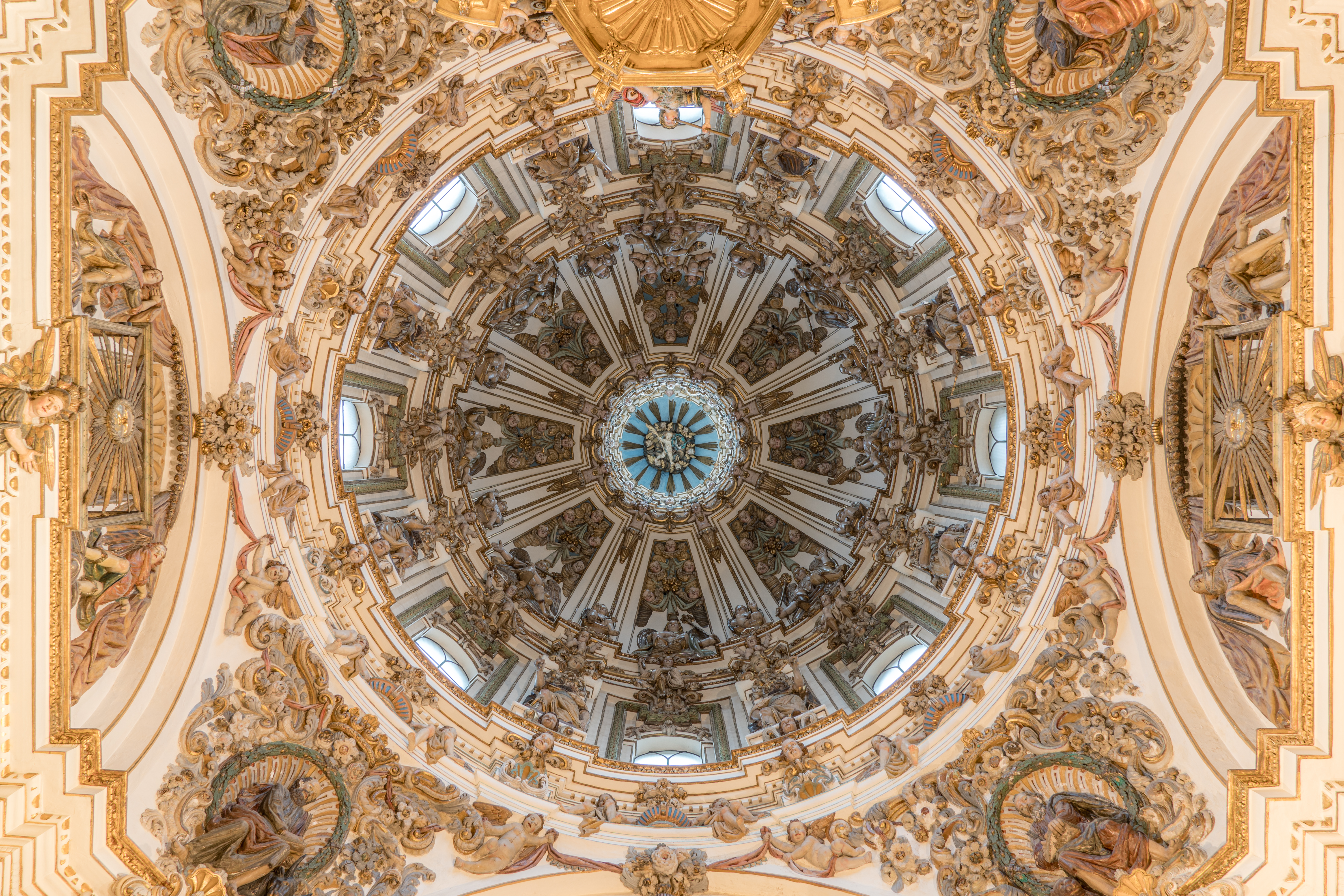
Capilla de Santa Ana (Tudela) - Una toma similar de esta bóveda sirve de ilustración para la cubierta del primero de los volúmenes de la serie.

## Historia
Un primer intento de inventariar el patrimonio monumental y artístico de Navarra se remontan a 1844 cuando la Comisión de Monumentos Históricos y Artísticos de Navarra intentó, en vano, la realización de una primera catalogación.
Hacia el último cuarto del siglo XIX se hicieron otros esfuerzos por dar a conocer el patrimonio artístico dando buena muestra de ello «los diferentes boletines de los monumentos históricos que proliferaron por todo el territorio peninsular, como el Boletín de la Comisión de Monumentos Históricos y Artísticos de Navarra creado en 1895.»

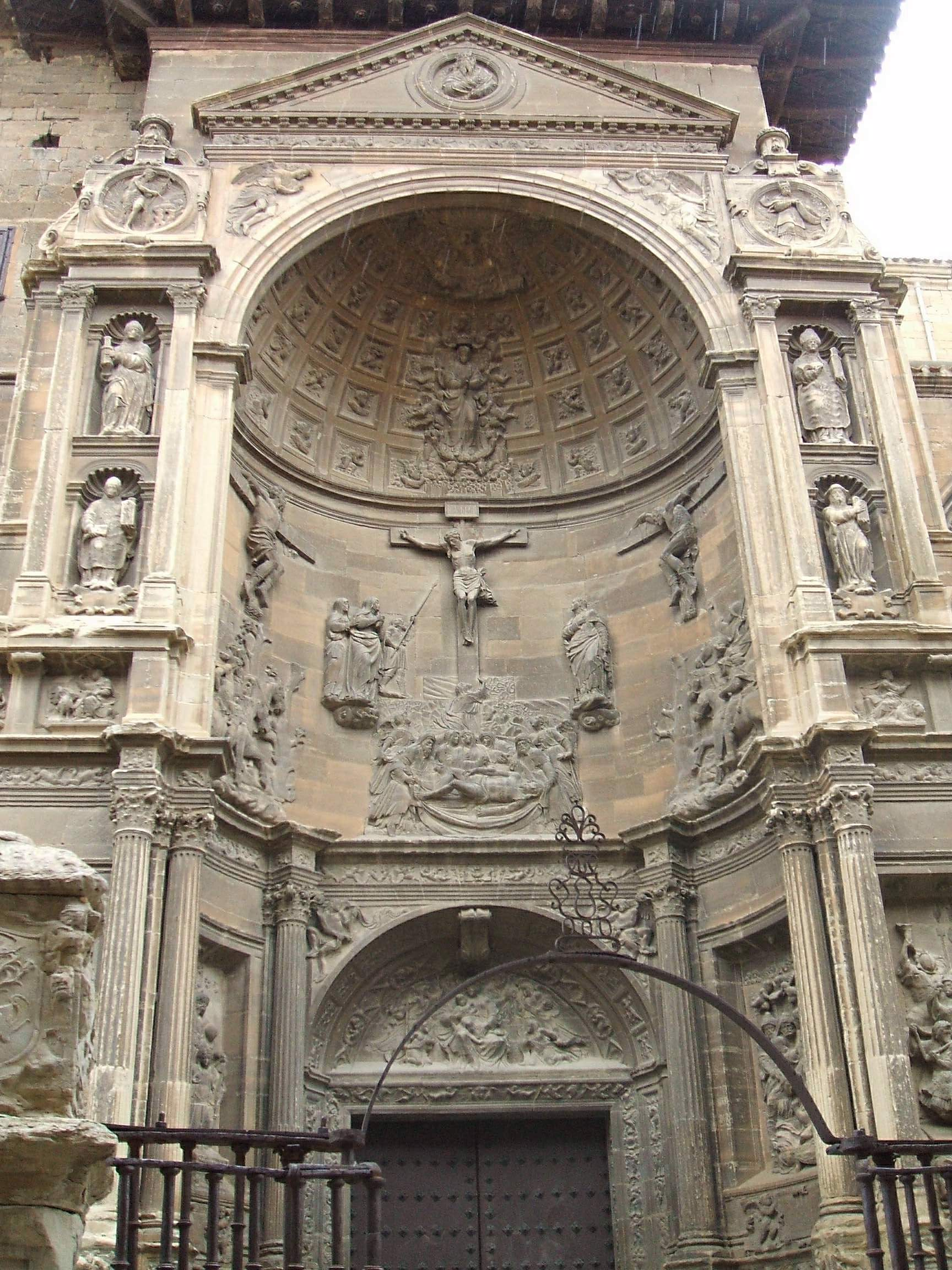
Iglesia de Santa María (Viana) - Portada del templo que sirve de ilustración de la cubierta en uno de los volúmenes dedicados a la Merindad de Estella.

Un segundo intento se va gestando cuando a partir del 1 de julio de 1900, gracias a una disposición del gobierno, se aprobó la realización de los catálogos monumentales de España. Siguiendo un orden alfabético la primera provincia fue Álava, publicando en 1915 Cristóbal de Castro esta primera obra. Pero debido a las «críticas a este primer catálogo, problemas financieros y los sucesivos cambios políticos minaron ese loable proyecto.»
Tras el fracaso de la obra de Castro la «Comisión de Monumentos casi de manera inmediata, en 1919, para redactar un “Índice de los Monumentos Históricos y  Artísticos de Navarra” y dos años después “un catálogo de objetos artísticos clasificándolos en vendibles y no vendibles”, nuevamente sin resultados a pesar de incorporar el apoyo económico de la Diputación Foral.»

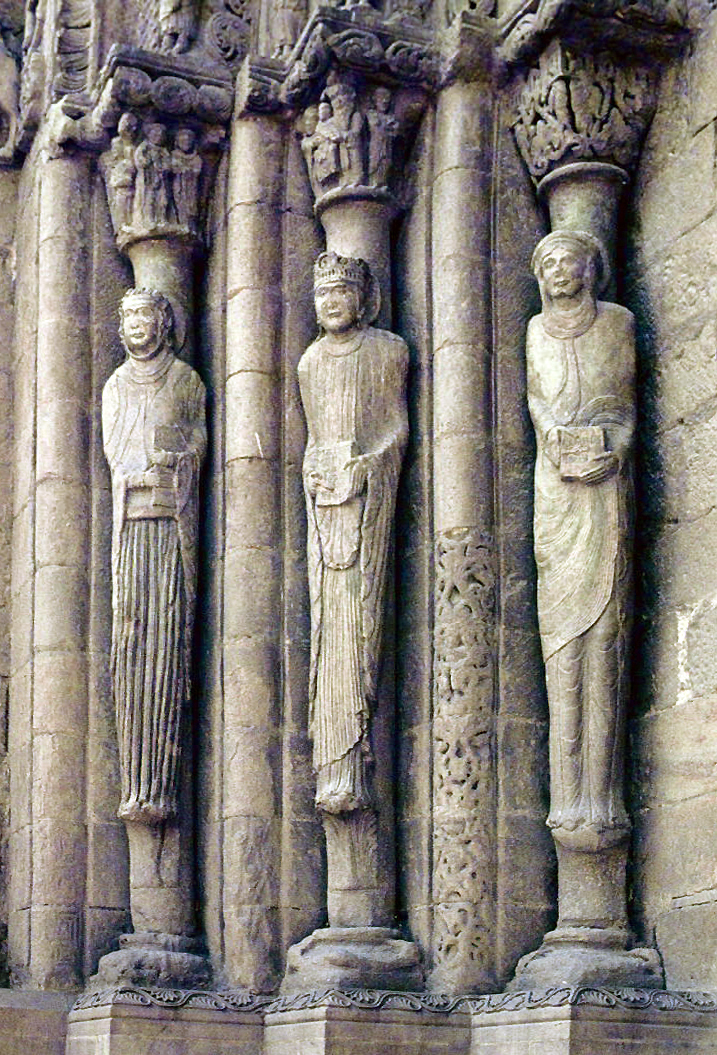
Iglesia de Santa María la Real (Sangüesa) - Detalle de la portada similar al empleado en uno de los volúmenes dedicados a la Merindad de Sangüesa.

Unos años después, en 1936, Tomás Biurrun Sotil publica El arte románico en Navarra abordando así, aunque fuera parcialmente, esta meta de catalogación. En 1967 Luis María de Lojendio, que fue prior del monasterio de Leyre, publicó por medio de la editorial Zodiaque su obra titulada Navarra románica, «en el que expone el románico monumental de Leire, Ujué, Sangüesa, Aibar, Artáiz, Pamplona, Estella, Eunate y Torres del Río, así como algunas piezas suntuarias, tales como el retablo de Aralar y la arqueta-relicario árabe de Leire».Pocos años después, en 1971, de la mano de José Esteban Uranga Galdiano y Francisco Íñiguez Almech publican, con apoyo de la Caja de Ahorros de Navarra y en cinco tomos, su Arte medieval navarro. Con estas tres publicaciones se estaban «cimentando las características de este estilo en Navarra y se daba a conocer las mayor parte de las obras existentes. Gótico, Renacimiento y Barroco han seguido caminos paralelos.» Hay que añadir que también desde 1959, la Institución Príncipe de Viana había retomado en parte esta tarea de catalogación mediante la documentación fotográfica realizada por José Esteban Uranga.
Finalmente, «en 1977, en una experiencia única en el país por la colaboración de varios organismos e instituciones (Universidad de Navarra, Gobierno de Navarra y Arzobispado de Pamplona), la catedrática M.ª Concepción García Gaínza puso en marcha y dirigió un equipo de investigación formado por historiadores del arte (Jesús Rivas Carmona, María Carmen Heredia Moreno, Mercedes Orbe Sivatte, Asunción Domeño Martínez de Morentin y José Javier Azanza López) que, siguiendo los criterios de totalidad y exhaustividad, trabajó durante veinte años para alumbrar el definitivo Catálogo Monumental de Navarra. Fue publicado entre 1980 y 1997 a través de nueve volúmenes que recorrían las cinco merindades, logrando compendiar todo el patrimonio histórico-artístico de Navarra, habiéndose convertido en un referente en la catalogación de bienes culturales en España.»

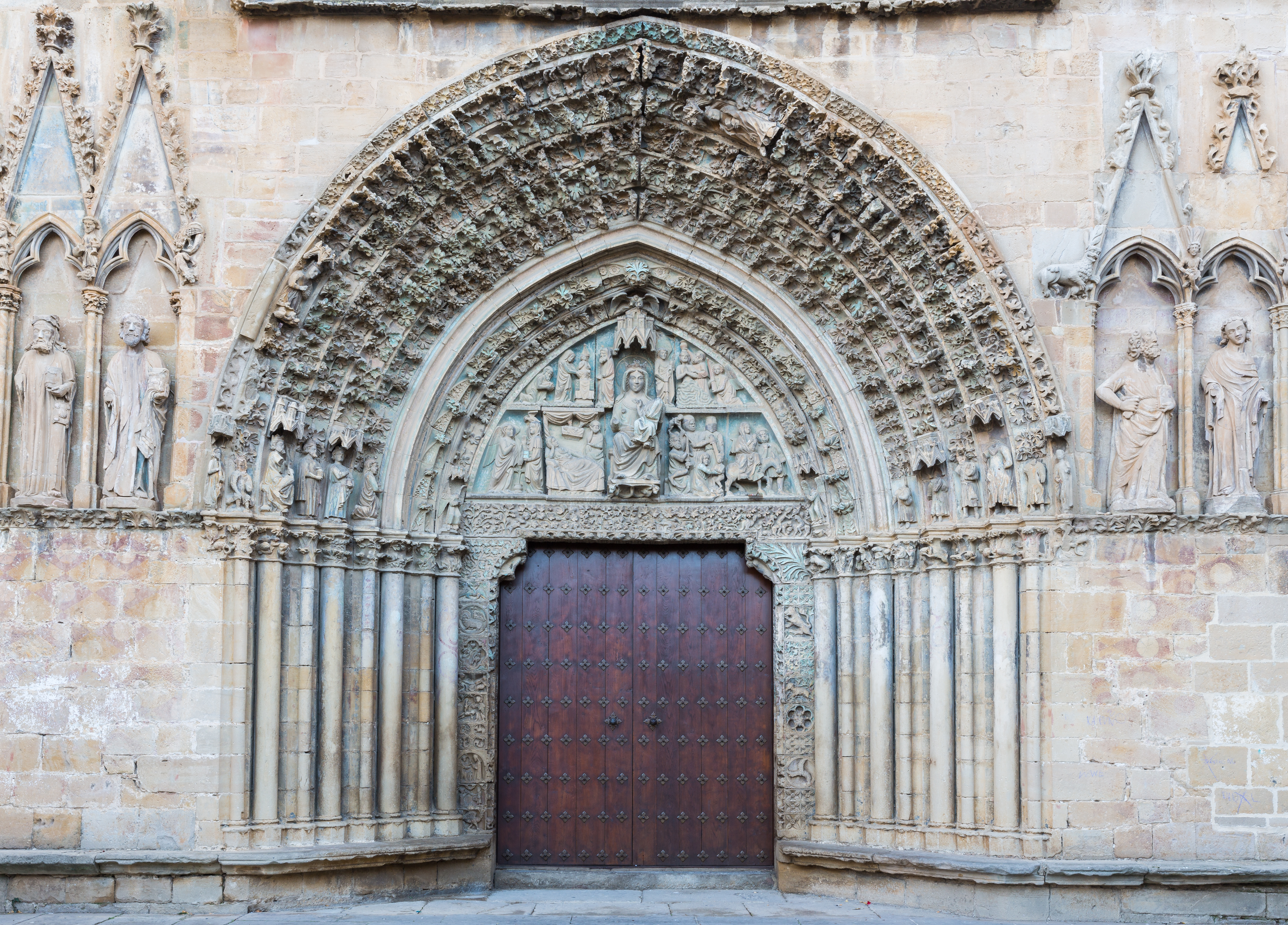
Iglesia de Santa María la Real (Olite) - Una imagen de esta portada ilustra la cubierta del tercer tomo dedicado a la Merindad de Olite.

## Ejecución del proyecto
En 1999 afirmaba la directora del proyecto, María Concepción García Gaínza, acerca del objetivo: «Frente a los Catálogos o Inventarios promovidos por el Ministerio de Cultura o únicamente por la Iglesia, en Navarra se hace una experiencia nueva de colaboración de tres instituciones: el Arzobispado de Pamplona, la Universidad de Navarra y el Gobierno de Navarra, a través de la Institución Príncipe de Viana, las tres interesadas en el conocimiento y conservación del patrimonio histórico de Navarra.»
La duración del proyecto ha sido de veinte años (1977-1997) y ha llevado a recorrer y visitar sosegadamente 973 localidades en muchas ocasiones muy dispersas «tomando notas, fichas y fotografías», al mismo tiempo que era imprescindible la investigación documental «en archivos generales, diocesanos y parroquiales» junto a «largas sesiones de trabajo» en la Universiddad de Navarra para cotejar el material, recabando bibliografía específica y elaborando la redacción de los contenidos.

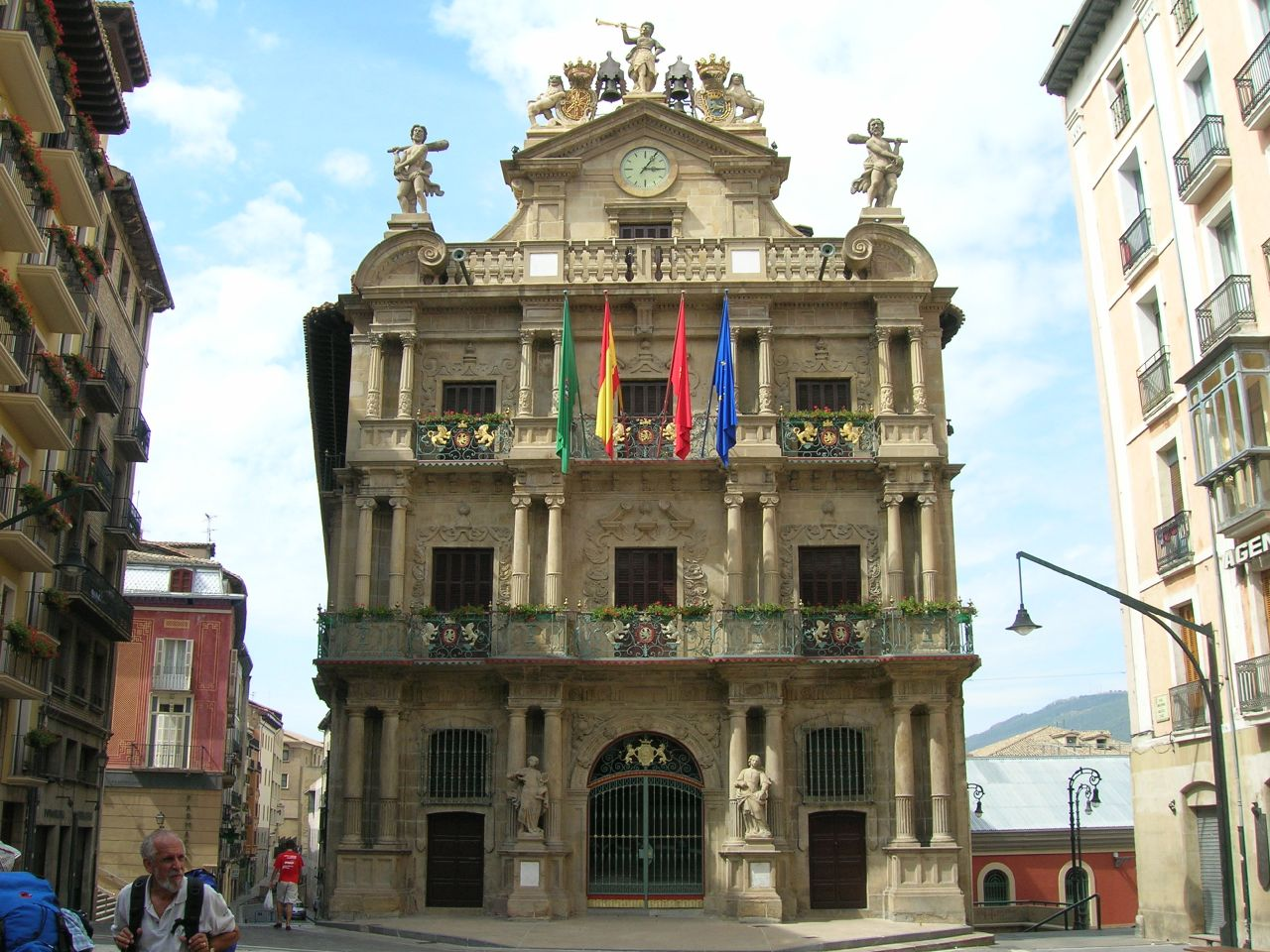
Fachada del Ayuntamiento de Pamplona - Una toma similar sirve de ilustración para la cubierta del último de los volúmenes de la serie.

## Descripción de la obra
Las fechas y orden de publicación de los volúmenes han sido las siguientes:
| Tomo | vol. | Título               | Localidades            | Fecha | ISBN                   |
| ---- | ---- | -------------------- | ---------------------- | ----- | ---------------------- |
| I    |      | Merindad de Tudela   | Ablitas - Villafranca  | 1980  | ISBN 978-84-00-04625-5 |
| II   | *    | Merindad de Estella  | Abáigar - Eulate       | 1982  | ISBN 978-84-235-0575-3 |
| II   | **   | Merindad de Estella  | Genevilla - Zúñiga     | 1983  | ISBN 978-84-235-0630-9 |
| III  |      | Merindad de Olite    | Artajona - Unzué       | 1985  | ISBN 978-84-235-0684-2 |
| IV   | *    | Merindad de Sangüesa | Abaurrea Alta - Izalzu | 1989  | ISBN 978-84-235-0862-4 |
| IV   | **   | Merindad de Sangüesa | Jaurrieta - Yesa       | 1992  | ISBN 978-84-235-1088-7 |
| V    | *    | Merindad de Pamplona | Adiós - Huarte-Araquil | 1994  | ISBN 978-84-235-1303-1 |
| V    | **   | Merindad de Pamplona | Imoz - Zugarramurdi    | 1996  | ISBN 978-84-235-1468-7 |
| V    | ***  | Merindad de Pamplona | Pamplona               | 1997  | ISBN 978-84-235-1543-1 |